# Прибинић
Прибинић је насељено мјесто у општини Теслић, Република Српска, БиХ. Према попису становништва из 2013. у насељу је живјело 1.441 становника.

## Географија
Налази се у подножју планина Борје и Јаворове, на ријеци Малој Усори. Удаљен је 15  од Теслића, на путу који повезује Теслић са Бањом Луком. Средишњи дио мјеста је на 280 до 460 м. н. в. Неки значајнији врхови ових планина налазе се на подручју села Прибинић: Тајан (1.008 м. н. в.), Брестовац (605 м. н. в.) и Липова глава (520 м. н. в.). Прибинић се налази у појасу умјерене континенталне климе, без великих температурних осцилација. Просјечне годишње температуре се крећу од 9,7 °C, а просјечне годишње падавине од 992 .
Подручје је било насељено од давнина, али процват доживљава са развојем аустроугарске мреже жељезница намијењене искориштавању локалног дрвног богатства. Подручје је богато четинарском и листопадном шумом. Осим као битна тачка на жељезници, у то вријеме Прибинић је био познат и као ваздушна бања.

## Становништво
| Прибинић           |       |       |       |       |       |       |       |       |       |
| Националност       | 2013. | 1991. | 1981. | 1971. | 1961. | 1921. | 1910. | 1895. | 1885. |
| Срби               |       | 1.662 | 1.812 | 1.954 | 2.049 | 1.047 | 1.028 | 808   | 663   |
| Муслимани          |       | 275   | 238   | 212   | 164   | 80    | 82    | 67    | 66    |
| Југословени        |       | 37    | 149   |       | 35    |       |       |       |       |
| Хрвати             |       | 7     | 11    | 11    | 3     | 41    | 46    | 335   |       |
| Црногорци          |       |       | 9     | 12    | 2     |       |       |       |       |
| Мађари             |       |       |       | 1     |       |       |       |       |       |
| остали и непознато |       | 15    |       | 4     | 4     | 1     | 8     | 21    |       |
| Укупно             | 1.441 | 1.996 | 2.219 | 2.194 | 2.257 | 1.169 | 1.164 | 1.235 | 729   |

| Демографија | Демографија | Демографија |
| Година      | Становника  | Становника  |
| ----------- | ----------- | ----------- |
| 1961.       | 2.257       |             |
| 1971.       | 2.194       |             |
| 1981.       | 2.219       |             |
| 1991.       | 1.982       |             |

Православне породице које данас насељавају Прибинић су Арсенићи, Бабићи, Бијелци, Благојевићи, Богданићи, Божићи, Боштрунићи, Бубићи, Василићи, Вуковићи, Грабовци, Делићи, Димитрићи, Душанићи, Илинчићи, Јосиповићи, Јотићи, Каламанде, Костићи, Крунићи, Лазићи, Липовчићи, Малићи, Маринковићи, Марковићи, Миладићи, Миљановићи, Митровићи, Мишићи, Момчиловићи, Николићи, Остојићи, Петровићи, Пеште, Попадићи, Поповићи, Радоњићи, Стевићи, Стојановићи, Стољаци, Сувајци, Филиповићи, Цвијетићи, Цвијићи и Шкиљићи.
Муслиманске породице које су живјеле у Прибинићу су Барићи, Бешићи, Кертићи, Машићи, Садиковићи и Хускићи. Већина муслиманских породица су старосједиоци у Прибинићу, настали од локалних православних породица које су примиле ислам. Они углавном знају од које православне породице су потекли, и до распада Југославије и рата у БиХ имали су добре међусобне односе.
Скоро сви Душанићи из Републике Српске воде поријекло од прибинићких Душанића.

### Истакнути Прибинићани
- Јован Б. Душанић, професор
- Слободан Душанић, професор
- Стјепан Павлић, народни херој Југославије

## Име насеља
До пред крај 20. вијека мјештани су насеље називали Прибињић. Не зна се засигурно како је Прибинић добио име, али најчвршћа претпоставка је да име долази од неког истакнутог сеоског кнеза Прибина. Једна анегдотска верзија каже да су Прибинићу име дали словеначки радници који су радили на увођењу пруге. „Прибинић“, према тој верзији, долази од словеначког „Pri bi nič“, што би требало да значи да прије пруге ту није било насеља. За вријеме турске владавине, у пописима Усорске нахије насеље данашњег Прибинића се звало Остружњица - Црквина. Од старог назива села из доба турске владавине данас су сачувани називи рјечица Мала и Велика Остружња које се уливају у Малу Усору, а између тих ријека јужно од центра насеља се налази Остружње брдо са истим топонимом.
Обљетна слава - масла села Прибинић је на празник Светог апостола и јеванђелисте Јована Богослова, који се слави 21.маја. Код локалних мјештана ова светковина је позната као "Мали Јовањдан" или "Јовањчић". До краја 19-ог или до почетка 20-ог вијека обљетина овог села се прослављала на православни празник Преноса моштију светог оца Николе - Николајице - који се светкује 22.маја, па је због неког убиства на дан те светковине помјерена за дан раније, на празник Светог Јована Богослова. На мјесном православном гробљу Касимовина капела је посвећена Преносу моштију светог оца Николе, која је саграђена 1939., а реновирана 2011.године.

## Инфраструктура
Прибинић има деветогодишњу основну школу „Стеван Душанић“. Школа има подручна одјељења у Липљу, Шњеготини, Парлозима и Г. Булетићу. Прота Стеван Душанић је својевремено много чинио на напредовању насеља и просветљавању становништва.
Црква Св. Цара Константина и Царице Јелене изграђена је 1899-1900. године, а султанов ферман за цркву обезбијеђен је још 1857. године. Иконостас у храму осликао је око 1900. године академски сликар Спиридон Шпиро Боцарић из Сарајева.
Прибинић има зграду поште (74276).
У згради некадашње жељезничке станице данас се налазе амбуланта и матични биро.

## Период развоја
Ускотрачна пруга Усора-Прибинић подигнута је 1881. године, а 1884. године је изграђен и пут Добој—Бања Лука (преко Прибинића). За фабрику „Дестилација“ која је деценијама била носилац привреде у Теслићу првобитно је планирано да се подигне у Прибинићу, али је накнадно одлучено да се измјести 15 km ближе Добоју, гдје је тиме настао град Теслић. У Прибинићу је успостављена Шумска управа, а подигнуте су пилана и сушара шишарки, трушњача. За досељене раднике подигнуте су двије католичке цркве, по једна у Теслићу и Прибинићу. Црква у Прибинићу је подигнута 1900. године, била је дрвена, па је након Другог свјетског рата уклоњена. Тек када је одлучено да се подигне католичка црква и старосједјелачко становништво је добило дозволу да се подигне православна црква. Православна црква и данас постоји у Прибинићу.

## Занимљивости
Код локалног становништва је популарна непотврђена прича да је Гаврило Принцип имао дјевојку Прибинићанку. Са својом дјевојком се углавном налазио на локалном излетишту код једног извора. Данас мјештани тај извор зову Принципово врело. Почетком 21. вијека, уз финансијску подршку Владе Републике Српске и СО Теслић извршено је уређење врела и прилазног пута. Код самог врела је подигнута онижа структура у облику иницијала ГП (Гаврило Принцип) и постављена је спомен-табла.